# Regne de Garha-Mandla
El regne de Garha Mandla fou un regne gond de la vall superior del Narmada (avui dia part de Madhya Pradesh i Chattisgarh) creat al segle X i que va existir fins al 1781. Fou el principal regne gond i els regnes de Chandrapur i Deogarh van ser subodrinats de Garha Mandla.
No consta el nom del fundador, però la seva filla es va casar amb Jadurai que s'hi va casar sota consell del seu guia espiritual el bramin Surubhi Pathak. La llista de reis és la següent:
- Jadurai / Yaduraya
- Narsinha
- Ramchandra
- Krishna
- Rudra
- Jagannatha
- Vasudeva
- Madan Singh
- Arjun
- Sangram 1480-1530
- Dalpat (fill)
- Vir Narayan (fill)

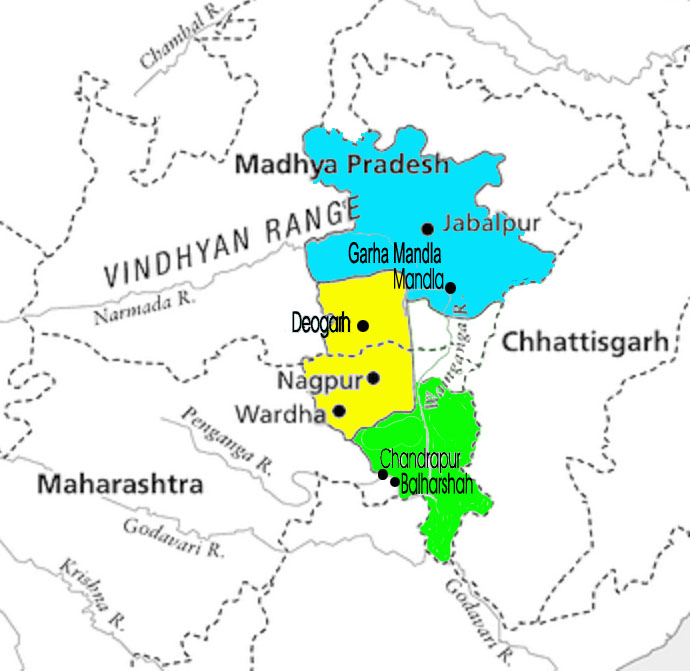
Els tres regnes gonds

  - Rani Durgavati (regent del seu fill Vir Narayan)
- Chandra (oncle de Vir Narayan)
- Madhukar (fill)
- Prem Narayan (fill)
- Hirde Shah (fill), vers 1670
- Desconeguts
- Narhar ?-1742
- Als marathes 1742 - 1781
  - Reis vassalls desconeguts

Sangram Singh, el 47è rei (i desè conegut), va expandir el regne per cobrir la vall del Narmada, la qual inclou Bhopal, Jabalpur i altres. També va construir el fort de Chauragad per vigilar les seves possessions.
El 1564, un any després de la conquesta mogol de Chandrapur, la regent Rani Durgavati va morir en combat després de refusar sotmetre's a Asaf Khan, el virrei mogol del Dècan. Durgavati va quedar ferida però es va suïcidar abans que sotmetre's; la seva tomba coneguda com a Chabutar (prop de Jabalpur) resta el testimoni d'aquesta reina; també el seu fill va caure defensant Fort Chauragad. Els gonds van haver d'acceptar la sobirania mogola; algun districtes van conformar l'estat de Bhopal que fou cedit a Akbar el Gran a fi i efecte de que el príncep hereu gond pogués accedir al tron; així Chandra fou reconegut pels mogols. A la mort de Chandra el seu segon fill, Madhukar, va matar el seu germà gran per poder accedir al tron; més tard es va cremar viu assetjat pels remordiments.
Els Bundeles sota Jhujhar Singh van envair el districte de Narsinghpur i van atacar el fort de Chauragarh, sense èxit. La lluita entre bundeles i els gonds van costar la vida tant al cap bundela Jhujhar Singh com al rei gond Prem Narayan. El 1670 Mandla va ser establerta com a nova capital; una part del districte de Sagar fou cedida al emperador mogol, mentre el sud de Sagar i el districte de Damoh van passar al raja Chhatrasal de Panna, i el districte de Seoni va passar al rei gond de Deogarh. Mentre continuaven les intrigues polítiques, el poder dels gonds anava minvant.
El peshwa maratha va entrar a Mandla el 1742 i va percebre tribut dels Gonds. El rei Narhar fou fet presoner i tancat a Fort Khurai a Saugor. Durant aquest període la dinastia gond de Mandla va ser privada de l'exercici de la seva tasca i de tot poder polític. Garha Mandla va quedar pràcticament com una dependència maratha. Aviat van ser eliminats altres principats de Gondwana. Més tard els rages gonds van passar a ser pensionats dels britànics.